# Tribunal de Justiça do Estado do Rio Grande do Sul
O Tribunal de Justiça do Estado do Rio Grande do Sul (TJ-RS) é órgão do Poder Judiciário do estado brasileiro do Rio Grande do Sul, com sede na cidade gaúcha de Porto Alegre, sua capital, e jurisdição em todo o território estadual. A corte é composta por 170 Desembargadores. São, ainda, órgãos do Tribunal de Justiça do Rio Grande do Sul: o Tribunal Pleno; Grupos de Câmaras Criminais e Grupos de Câmaras Cíveis; Câmaras Separadas, Cíveis e Criminais e as Câmaras Especiais; a Presidência e as Vice-Presidências; o Conselho da Magistratura; e a Corregedoria-Geral de Justiça.

## História
A história do judiciário gaúcho remonta ao ano de 1874. Em 2008, foi reportado em uma análise do Jornal Já que existia nepotismo nos cargos no Tribunal de Justiça do Rio Grande do Sul. Em 2012, foi considerado referência nacional em eficiência pelo Instituto Brasiliense de Direito Público (IDP).

## Estrutura
São 8 câmaras, entre câmaras cíveis e criminais, onde tramitam os processos apreciados no Tribunal. A câmara cível analisa casos ligados a entes públicos ou privados. Compõe a estrutura do Tribunal a Corregedoria-Geral da Justiça que, à semelhança do Conselho Nacional de Justiça em nível federal, é órgão de fiscalização, disciplina e orientação administrativa do judiciário estadual.

## Competências
As competências do Tribunal de Justiça do Rio Grande do Sul dividem-se em originárias e recursais.
Cabe ao TJ-RS julgar, originariamente, entre outros:
- o Vice-Governador, nas infrações penais comuns;
- os Deputados estaduais, os Juízes estaduais, os membros do Ministério Público estadual e os Prefeitos municipais nas infrações penais comuns e de responsabilidade, e o Procurador-Geral do Estado e os Secretários de Estado,  nas infrações penais comuns.
- a ação direta da inconstitucionalidade da lei ou ato normativo estadual perante a Constituição Estadual.

Cabe, ainda, ao TJ-RS julgar, em grau de recurso, matéria cível e penal de sua competência.

## Sede
A atual sede está localizada na Avenida Borges de Medeiros, 1565, bairro Praia de Belas, em Porto Alegre, ocupa prédio fundado em novembro de 1999. Está localizada ao lado do prédio do DAER. A sede anterior foi o Palácio da Justiça em Porto Alegre, que atualmente abriga a Administração Geral e a Corregedoria de Justiça do Poder Judiciário Gaúcho.

## Gestões[6]
1874 - Des. João Batista Gonçalves Campos
1875 - Des. Luiz Corrêa de Queiroz Barros
1882 - Des. Antonio Augusto Pereira Cunha (interino)
1883 - Des. Antônio de Souza Martins
1891 - Des. José de Almeida Martins Costa
1892 - Des. Francisco Rodrigues Pessoa de Mello
1893 - Des. Bernardo Dias de Castro Sobrinho
1894 - Des. James de Oliveira Franco e Souza
1914 - Des. Epaminondas Brasileiro Ferreira
1920 - Des. Melchisedeck Mathuzalem Cardoso
1921 - Des. Manoel André da Rocha
1935 - Des. Luiz Mello Guimarães
1936 - Des. Espiridião de Lima Medeiros
1937 - Des. La Hire Guerra
1945 - Des. Samuel Figueiredo da Silva
1947-1950 Presidente – Desembargador Hugo Candal
1951-1953 Presidente – Desembargador Samuel Figueiredo da Silva
1954-1955 Presidente – Desembargador Homero Martins Baptista
1956-1959 Presidente – Desembargador Celso Affonso Soares Pereira
1960-1963 Presidente – Desembargador Décio Pelegrini
1964-1965 Presidente – Desembargador João Clímaco de Mello Filho
1966-1967 Presidente - Desembargador Carlos Thompson Flores
1968-1969 Presidente – Desembargador Balthazar Gama Barbosa
1970-1971 Presidente – Desembargador Júlio Costamilan Rosa
1972-1973 Presidente – Desembargador Manoel Brustoloni Martins
1974-1975 Presidente – Desembargador Pedro Soares Muñoz Vice-Presidente
1976-1977 Presidente – Desembargador José Faria Rosa Da Silva
1978-1979 Presidente – Desembargador Niro Teixeira de Souza
1980-1981 Presidente – (1980) Desembargador Jorge Ribas Santos (1981) Desembargador Paulo Beck Machado
1982-1983 Presidente – Desembargador Paulo Beck Machado
1984-1985 Presidente – Desembargador Paulo Boeckel Velloso
1986-1987 Presidente – Desembargador Bonorino Buttelli
1988-1989
1ª Composição Presidente – Desembargador Antônio Vilela Amaral Braga
2ª Composição Presidente – Desembargador Oscar Gomes Nunes
1990-1991 Presidente – Desembargador Nelson Luiz Púperi
1992-1993 Presidente – Desembargador José Barison
1994-1995 Presidente – Desembargador Mílton dos Santos Martins
1996-1997 Presidente – Desembargador Adroaldo Furtado Fabrício
1998-1999 Presidente – Desembargador Cacildo de Andrade Xavier
2000-2001 Presidente – Desembargador Luiz Felipe Vasques de Magalhães
2002-2003 Presidente – Desembargador José Eugênio Tedesco
2004-2005 Presidente – Desembargador Osvaldo Stefanello
2006-2007 Presidente – Desembargador Marco Antônio Barbosa Leal
2008-2009 Presidente – Desembargador Arminio José Abreu Lima da Rosa
2010-2011 Presidente – Desembargador Leo Lima
2012-2013 Presidente – Desembargador Marcelo Bandeira Pereira
2014-2015 Presidente – Desembargador José Aquino Flôres de Camargo